# Sviňucha běloploutvá
Sviňucha běloploutvá (Phocoenoides dalli) je největším zástupcem čeledi sviňuchovitých. Jedná se o jediný druh monotypického rodu Phocoenoides. Vyskytuje se v mořích severního Pacifiku. Tento zdatný plavec dokáže na krátkou vzdálenost vyvinout rychlost až 55 km / h, což z něj činí vůbec nejrychlejšího zástupce malých kytovců.

## Systematika
V minulosti byly sviňucha běloploutvá a sviňucha jižní (Phocoena dioptrica) řazeny do stejné podčeledi Phocoenoidinae, moderní genetické studie však takový vztah vyvrátily a morfologickou příbuznost těchto druhů pokládají za důsledek konvergentní evoluce. Nejbližším příbuzným sviňuchy běloploutvé je patrně sviňucha obecná (Phocoena phocoena), se kterou se sviňucha běloploutvá může křížit.
U sviňuchy běloploutvé se rozlišují dva morfotypy, které se považují za poddruhy. Oba morfotypy mají na spodině a bocích velkou bílou skvrnu, která začíná nedaleko báze ocasu. U poddruhu dalli tato bílá skvrna dosahuje úrovně hřbetní ploutve, u poddruhu truei sahá mnohem dále dopředu těla až k úrovni prsních ploutví.
Celá vědecká jména těchto poddruhů jsou následující:
- Phocoenoides dalli dalli (True, 1885) – vyskytuje se u amerických břehů.
- Phocoenoides dalli truei Andrews, 1911 – vyskytuje se u asijských břehů.

Vědecké rodové jméno Phocoenoides pochází z řeckého eides („podobný“). Druhové jméno dalli je připomínkou amerického zoologa Williama Healeyho Dalla, který odlovil první exemplář druhu.

## Popis

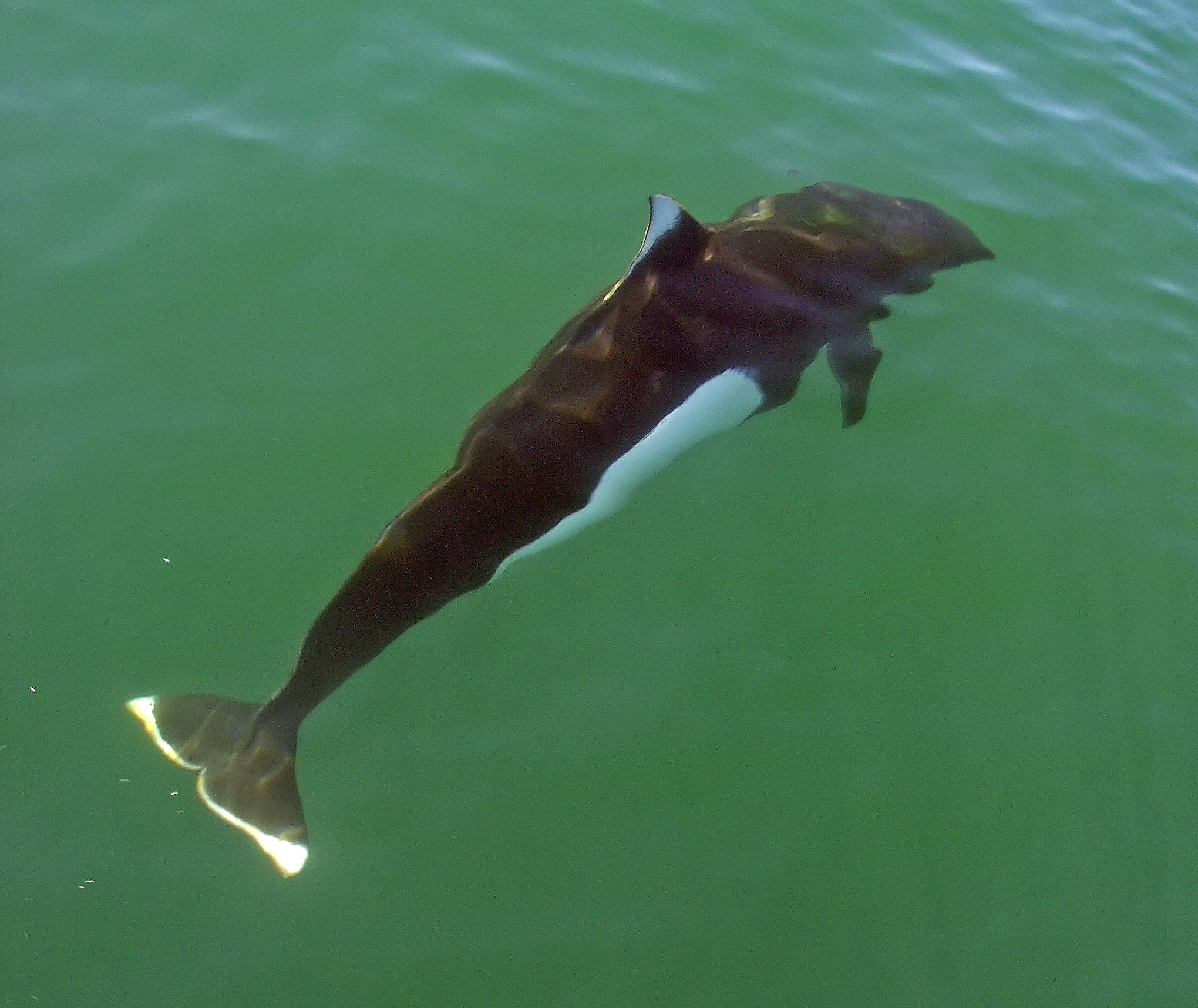
Sviňucha běloploutvá subsp. dalli

Tělo je zavalitější, u ocasu je ale silně zploštělé s patrným kýlem na hřbetní i břišní straně. Hlavu má malou a plošší než ostatní sviňuchy. Prsní ploutve se nacházejí v blízkosti hlavy a jsou malé a špičaté, hřbetní ploutev je trojúhelníkovitého tvaru se zahnutým hrotem. Převážná část těla je zbarvená tmavě, na bocích jsou velké okrouhlé bílé skvrny, které pokračují až v bílé břicho. Hruď, hrdlo a spodní čelist jsou tmavé. Na ploutvích je kombinace tmavé barvy se světlými skvrnami. Vzácně se vyskytují jedinci zbarveni zcela tmavě nebo zcela bíle.
V horní čelisti mívá na každé straně po 19 až 28, v dolní po 20 až 28 zubech. Zuby mají podobu zrníček rýže a představují vůbec nejmenší zuby mezi všemi kytovci. Neobvyklá je i kostra sviňuchy běloploutvé, která má dlouhé, štíhlé výběžky na obratlích, a zajímavé je i rostrum, které je s délkou až 340 mm delší než u jiných sviňuch. Celkový počet obratlů je 92–98.
Sviňucha běloploutvá dosahuje délky kolem 1,8–2 m, nejdelší jedinci měří necelé 2,4 m. Může vážit až 200 kg.

## Výskyt
Tento kytovec je rozšířen ve studenějších vodách na severu Tichého oceánu, od Kalifornského poloostrova podél západního pobřeží Spojených států amerických, Kanady a Aljašky až k pobřežím Japonska, Sachalinu a Kamčatky omývaných vodami Japonského, Ochotského a jižní části Beringova moře. Jedna z populací poddruhu truei migruje mezi pacifickým pobřežím Japonska a Ochotským mořem. Sviňucha běloploutvá je poměrně hojný druh, jehož počty dosahují kolem 1,2 milionu jedinců, přičemž hned kolem 554 000 připadá na Ochotské moře.

## Biologie a chování

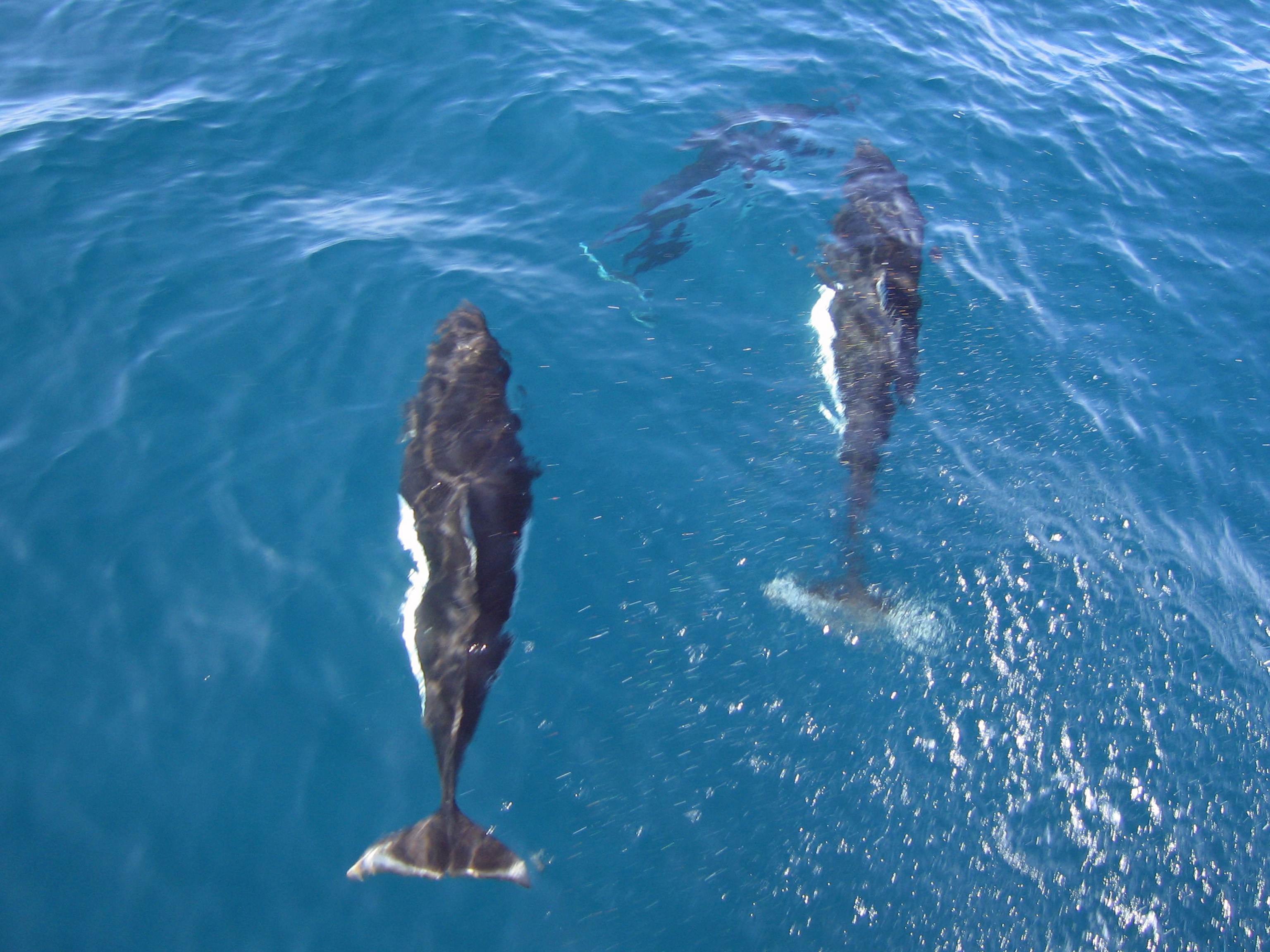
Trojice sviňuch běloploutvých

Sviňucha běloploutvá se může potopit až do 500m hloubek, což je na sviňuchovitého kytovce značně neobvyklé. Na krátkou vzdálenost dokáže vyvinutou rychlost až 55 km / h, pročež je tato sviňucha považována za nejrychlejšího malého kytovce. Sviňucha běloploutvá s oblibou surfuje ve vlnách za loděmi, avšak z vody vyskakuje jen extrémně zřídka.
Obvykle žije v nestálých, fluidních skupinkách o 2 až 10 jedincích, typicky v uskupeních do 5 sviňuch. Výjimečně byly pozorovány masivní agregace o mnoha stovkách jedinců. K predátorům patří hlavně kosatka dravá, přičemž sviňucha běloploutvá dokáže rozlišit různé ekotypy kosatek. Zatímco k rezidentním kosatkám se beze strachu přiblíží nebo si s nimi i zaplave, od kosatek transientního typu (tzv. Biggsův ekotyp) rychle odplouvá. Sviňuchu běloploutvou mohou odlovit i větší druhy žraloků.
Živí se oportunisticky. Do jejího jídelníčku patří velké množství druhů ryb a hlavonožců, hlavně pak druhy s měkčími těly (lampovníkovití (Myctophidae) či krakatice čeledi Gonatidae). Výjimečně může pozřít i krill, krevety nebo desetinožce. Většinu potravy sbírá v horních 100 m vodního sloupce.

### Rozmnožování

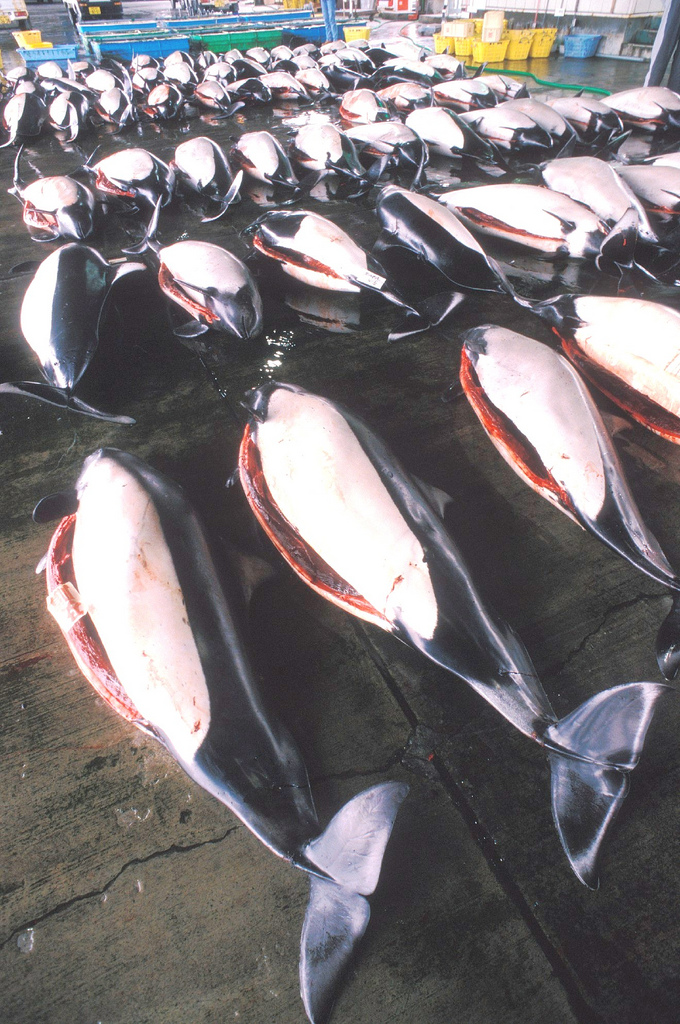
Odlovené sviňuchy běloploutvé na japonském trhu

Samice dosahují pohlavní dospělosti ve věku 4 až 7 roků, samci od 4 do 8 let. K páření dochází hlavně v létě, avšak může k němu dojít i v jiných částech roku. Samice zabřezne jen jednou za 1–3 roky. Po březosti dlouhé 10–12 měsíců rodí jen jedno mládě, které se po dobu kolem jednoho roku zdržuje v těsné blízkosti samice až do odstavení. Průměrná délka života je u sviňuchy běloploutvé odhadována na méně než 15 roků, avšak může žít až 22 let.

## Vztah k lidem
Sviňucha běloploutvá se v zajetí příliš nechová, i když ve Spojených státech nebo v Japonsku k jejich držení v akváriích dochází.
V 70. a 80. letech 20. století docházelo k hromadným úmrtím sviňuch běloploutvých v unášených tenatových sítích (sítě plovoucí těsně pod hladinou, které se pohybují volně po proudu nebo jsou taženy za lodí), avšak tato rybolovná zařízení jsou již zakázána. Odhaduje se, že tehdy zemřelo v tenatových sítích každoročně tisíce sviňuch běloploutvých. K moderním hrozbám patří hlavně nechtěné odlovy během komerčních rybolovných operací v ruských mořích a cílené odlovy ve vodách Japonska, kde je lov sviňuch povolen japonskými úřady. Odhaduje se, že se v Japonsku odloví kolem 18 000 sviňuch běloploutvých ročně. I přes tato vysoká čísla sviňucha běloploutvá nepatří mezi ohrožené druhy a Mezinárodní svaz ochrany přírody (IUCN) ji hodnotí jako málo dotčenou.